# 東華帝君

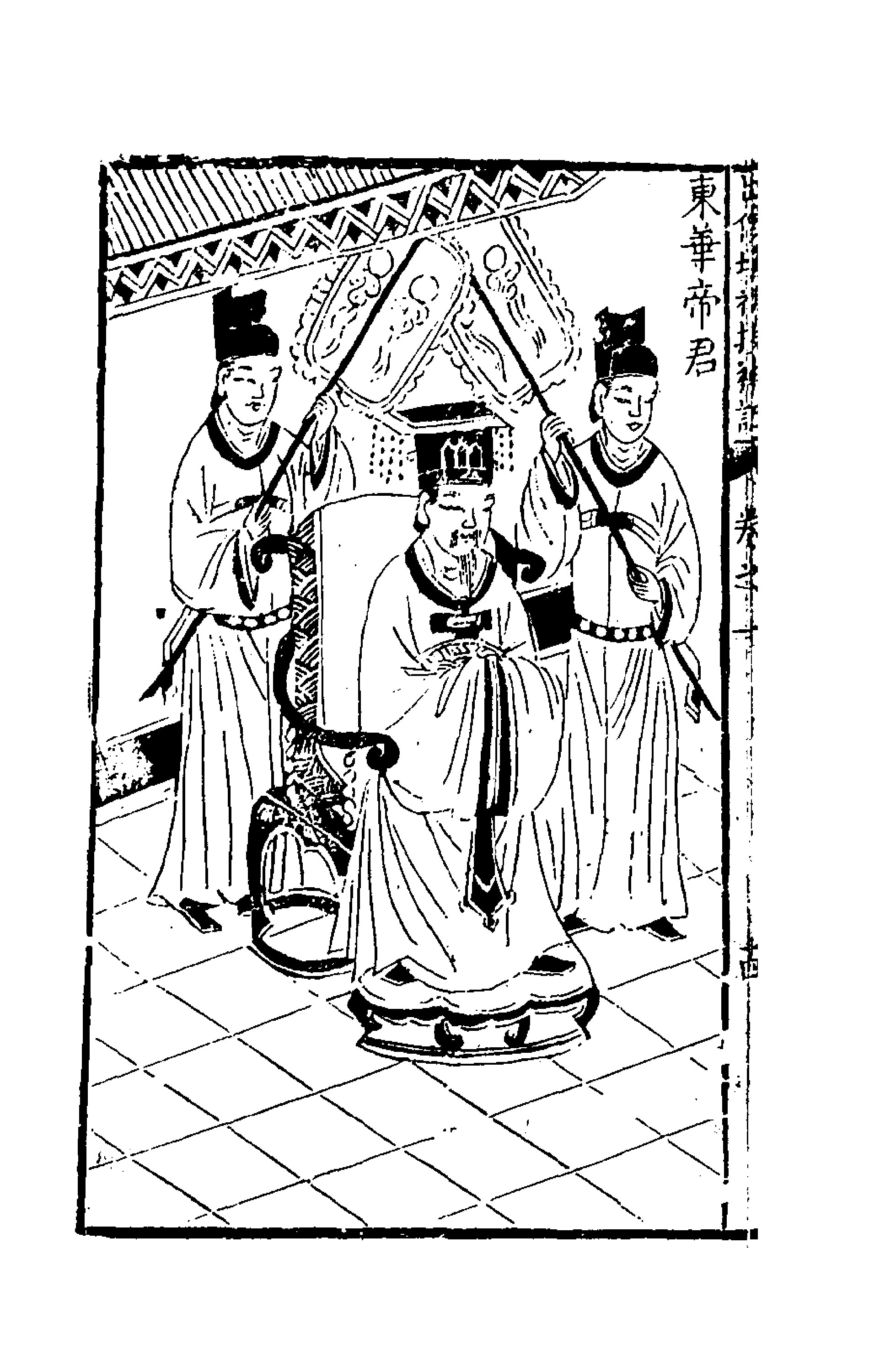
東華帝君

東華帝君（即東王公）是道教尊神，其信仰約在唐代形成。金代全真派尊為道教「四帝二后」之一、全真五祖之首。傳說山東寧海州文登縣（今山東省文登市）崑嵛山是其故宅。和西華金母（西王母）相對應。
東華帝君本不知其姓名，自元代開始，有道士說他即為東王公，或說化身為王玄甫。修練內丹的一派道士，則把他附會為八仙之一的呂洞賓。

## 源流
在東晉、南朝時，道士已聲稱天上有東華、南極、西靈、北真四天宮。到唐代，明確指定四天宮中各有帝君，在齋醮中可供啟請。
到金朝末年，全真教傳說，東華帝君師承老君弟子尹喜與西王母，授道鍾離權，鍾離權授道呂洞賓，呂洞賓授道劉海蟾，劉海蟾授道王重陽（1113-1170），一脈相承，是為全真五祖，東華帝君為全真第一祖。東華帝君曾居於昆嵛山煙霞洞，第五祖王重陽亦曾在昆嵛山煙霞洞隱居修道，因此王重陽亦接續第一祖東華帝君。
王重陽及其弟子原沒有談及東華帝君，全真教中，首先將東華帝君與全真列祖一同供奉的是北七真之一王處一（1142-1217）。王處一自稱7歲時，遇東華帝君在空中警喚，認作啟蒙神師，後來他再拜王重陽為師。
自北宋以來，道教所奉主要神靈，有三清和四帝二后。四帝其一「聖祖」趙玄朗是宋代皇家趙匡胤家族的始祖。王處一弟子、全真教第三代門人宋德方（1183-1247）等人明確將東華帝君列為全真始祖與四帝之一。宋德方放棄「聖祖」之說，把東華帝君算作四帝中的一帝。東華帝君連繫傳統道教神系與全真列祖，宣示全真教直接嗣續道教主神，顯示全真教正宗的傳法法統。
元世祖至元六年（1269年）元朝褒封東華帝君，贈號「東華紫府少陽帝君」，1310年（元武宗至大三年）加封「大帝君」。